# Cross body lead
Der Cross Body Lead ist das Basiselement im "New York Style" und "L.A. Style", Tanzstile der lateinamerikanischen Salsa. Er dient dort zum Seitenwechsel und Öffnen der Partner. Die Figur findet sich auch im Cha-Cha-Cha und in der Rumba.
Im kubanischen "Casino" heißt die entsprechende Figur "Dile que no" (span.: Sag ihm "nein"). Gemeint ist damit, dass die Frau sich bei der Drehung von ihrem Tanzpartner abwendet und ihm spielerisch einen Korb gibt. Der Mann vollendet die Figur, indem er die Frau aber dann doch zu sich herumzieht.
Auch wenn sich der "Cross Body Lead" und "Dile que no" stilistisch entsprechen, unterscheiden sie sich in den tänzerischen Details. Der "Cross Body Lead" wird exakt auf einer Linie getanzt und die Frau wendet sich im Gegensatz zum "Dile que no" nicht vom Partner ab.
Der "Cross Body Lead", bzw. der "Dile que no" wird hauptsächlich auf Kuba, in Puerto Rico und in den USA getanzt, wodurch er von dort auch nach Europa gelangt ist. Auf dem lateinamerikanischen Festland ist die Figur weitgehend unbekannt.